# Olga Czerniawska (pedagog)
Olga Maria Czerniawska (ur. 4 kwietnia 1930 w Łodzi, zm. 1 listopada 2020, tamże) – polska pedagog, andragog, profesor doktor hab., wykładowca Uniwersytetu Łódzkiego, Akademii Humanistyczno-Ekonomicznej w Łodzi, popularyzatorka idei uniwersytetów trzeciego wieku.

## Życiorys
Ukończyła studia w zakresie historii na Uniwersytecie Łódzkim, a następnie pracowała jako nauczycielka historii w łódzkich szkołach dla dorosłych oraz w Państwowym Studium Kulturalno-Oświatowym
i Bibliotekarskim w Łodzi. Stopień naukowy doktora nauk humanistycznych uzyskała na Wydziale Filozoficzno-Historycznym UŁ 22 lutego 1968, na podstawie pracy Szkoła a środowisko rodzinne dorosłego ucznia, napisanej pod kierunkiem prof. Aleksandra Kamińskiego. Od 1972 była zatrudniona na Uniwersytecie Łódzkim (do przejścia na emeryturę w 2000), kolejno jako; starszy wykładowca Międzywydziałowego Studium Kulturalno-Oświatowego, adiunkt w Katedrze Pedagogiki Społecznej, kierownik Zakładu Historii i Teorii Wychowania, kierownik Katedry Teorii Wychowania, kierownik Zakładu Oświaty Dorosłych. Stopień naukowy doktora habilitowanego otrzymała w 1978 na podstawie rozprawy Poradnictwo jako wzmacnianie środowiska wychowawczego. W latach 1981–1984 była prodziekanem ds. dydaktyki Wydziału Filozoficzno-Historycznego UŁ oraz zastępcą dyrektora Instytutu Pedagogiki i Psychologii. W 1990 została powołana na stanowisko profesora nadzwyczajnego. Tytuł naukowy profesora uzyskała w 1996.
W 2000 przeszła na pełny etat do Wyższej Szkoły Humanistyczno-Ekonomicznej w Łodzi, od 2009 funkcjonującej pod nazwą Akademii Humanistyczno-Ekonomicznej w Łodzi, pracowała także w Wyższej Szkole Humanistyczno-Ekonomicznej w Sieradzu.
W badaniach podejmowała zagadnienia edukacji dorosłych, problematykę poradnictwa instytucjonalnego i indywidualnego wobec osób znajdujących się w trudnych sytuacjach życiowych, zajmowała się także problematyką historii oświaty dorosłych,  metodologią badań biograficznych.
Była promotorką 10 rozpraw doktorskich, recenzentką 7 rozpraw habilitacyjnych i 11 doktorskich.
W 2015 odbyło się seminarium naukowe „Oświata dorosłych. Inspiracje i wyzwania”, z okazji jubileuszu 85. urodzin, 60-lecia pracy naukowej oraz 20-lecia pracy w Akademii Humanistyczno-Ekonomicznej w Łodzi prof. dr hab. Olgi Czerniawskiej.
W 2018 Uniwersytet Łódzki uroczyście odnowił doktorat prof. Olgi Czerniawskiej, w 50. rocznicę nadania.

## Publikacje[6]
- Kształcenie dorosłych a środowisko rodzinne. Warszawa 1970,
- Poradnictwo jako wzmacnianie środowiska wychowawczego. Warszawa 1977,
- Erwachsenenbildung in Polen. Theoretisch-methodologische Grundlagen und ausgewählte Forschungsbereiche (współredator Hartmut M. Griese). Baltmannsweiler 1989 ISBN 3-87116-642-1 ISBN 978-3-87116-642-6,
- Edukacja dorosłych we Włoszech: wybrane problemy. Łódź 1996,
- Szkice z andragogiki i gerontologii. Łódź 2007,
- Drogi i bezdroża andragogiki i gerontologii. Łódź 2012,
- Nowe drogi w andragogice i gerontologii. Łódź 2017.

## Członkostwo w organizacjach naukowych i społecznych
- Klub Inteligencji Katolickiej w Łodzi,
- Łódzkie Towarzystwo Naukowe,
- Towarzystwo Wiedzy Powszechnej w Łodzi,
- Polskie Towarzystwo Higieny Psychicznej,
- Towarzystwo Wolnej Wszechnicy Polskiej,
- Polskie Towarzystwo Gerontologiczne (przewodnicząca Łódzkiego Oddziału),
- Akademickie Towarzystwo Andragogiczne (wiceprzewodnicząca),
- Association Internationale des Universites du 3e Age (członek Zarządu),
- European Society for Research on the Education of Adults.

Od 1980 należała do NSZZ Solidarność.

## Nagrody, ordery i odznaczenia
- Złota Odznaką Zasłużony Popularyzator Wiedzy TWP (1976),
- Honorowa Odznaka Miasta Łodzi (1984),
- Złota Odznaka Uniwersytetu Łódzkiego (1992),
- Medal Komisji Edukacji Narodowej (1990),
- Medal Uniwersytet Łódzki w Służbie Społeczeństwu i Nauce (1996),
- Złoty Krzyż Zasługi (1979),
- Krzyż Kawalerski Orderu Odrodzenia Polski (1988),
- Medal Universitas Lodziensis Merentibus (2006),
- Medal za Długoletnie Pożycie Małżeńskie (2005),
- Nagroda Ministra Edukacji Narodowej (1997) za książkę Edukacja dorosłych we Włoszech,
- Nagroda Rektora Uniwersytetu Łódzkiego (wielokrotnie)

## Życie prywatne
Miała troje dzieci; jej córką jest dr hab. Kaja Kaźmierska, socjolog, prof. Uniwersytetu Łódzkiego, dyrektor Instytutu Socjologii UŁ, kierownik Katedry Socjologii Kultury.
Została pochowana na Starym Cmentarzu w Łodzi, przy ul. Ogrodowej.